# Джерино Джерини
Джерино Джерини (на италиански: Gerino Gerini е бивш пилот от Формула 1. Роден на 10 август 1928 г. в Рим, Италия.

## Формула 1
Джерино Джерини прави своя дебют във Формула 1 в Голямата награда на Аржентина през 1956 г. В световния шампионат записва 7 състезания като успява да спечели 1,5 точки, състезава се с частен Мазерати и за Чентро сюд.